# Joseph Saint-Rémy
Joseph Saint-Rémy (Guadalupe, 1816-1858) fue un abogado, activista y uno de los primeros historiadores haitianos, junto con Thomas Madiou y Beaubrun Ardouin.

## Biografía
Joseph Saint-Rémy nació en 1816 en la colonia francesa de Guadalupe, de padres mulatos libres. Los de Saint-Rémy se instalaron en Les Cayes, al sur de Haití, y obtuvieron la ciudadanía haitiana como afrodescendientes. 
Ya adulto, Joseph Saint-Rémy estudió Derecho en París y regresó a Los Cayos para ejercer como abogado bajo el gobierno de Jean-Pierre Boyer. Partidario de la revolución liberal de 1843 que derrocó al régimen de Boyer, Saint-Rémy estuvo vinculado al breve gobierno de Charles Rivière Hérard. Cuando éste cayó, fue encarcelado, y finalmente tuvo que exiliarse bajo el gobierno de Jean-Louis Pierrot. Intentó regresar a Haití en 1847, cuando Faustin Soulouque subió al poder, pero pronto se marchó a París. Saint-Rémy regresó a Haití en 1853 para ejercer la abogacía en Gonaïves, donde murió en 1858.
Exiliado en París, Joseph Saint-Rémy se dedica al estudio de la Revolución haitiana. En 1850 publicó una Vie de Toussaint L'Ouverture. A continuación inició una vasta biografía de Alexandre Pétion, fundador de la República haitiana. Saint-Rémy recopiló documentos de los archivos franceses y trabajó duro. En 1854 publicó los dos primeros volúmenes de Pétion et Haïti, a los que pronto siguieron otros tres. Pero el historiador murió en la flor de la vida en 1858, dejando su obra inacabada.

## Obras
- Essai sur la vie d'Henri-Christophe, général haïtien (1839)
- Vie de Toussaint L'Ouverture (1850) [1]
- Mémoires pour servir à l'histoire d'Haïti, par Boisrond-Tonnerre (1851)
- Mémoires du général Toussaint-Louverture, écrits par lui-même (1853)
- Pétion et Haiti (1854-1858), 5 volumes, inacabada